# Monica Sagna
Monica Sagna (10 de junio de 1991) es una deportista senegalesa que compite en judo.
Ganó tres medallas en los Juegos Panafricanos entre los años 2011 y 2023, y dieciséis medallas en el Campeonato Africano de Judo entre los años 2010 y 2023.

## Palmarés internacional
| Juegos Panafricanos | Juegos Panafricanos       | Juegos Panafricanos | Juegos Panafricanos |
| Año                 | Lugar                     | Medalla             | Categoría           |
| ------------------- | ------------------------- | ------------------- | ------------------- |
| 2011                | Maputo (Mozambique)       | Medalla de bronce   | +78 kg              |
| 2019                | Rabat (Marruecos)         | Medalla de bronce   | +78 kg              |
| 2023                | Acra (Ghana)              | Medalla de oro      | +78 kg              |
| Campeonato Africano |                           |                     |                     |
| Año                 | Lugar                     | Medalla             | Categoría           |
| 2010                | Yaundé (Camerún)          | Medalla de bronce   | +78 kg              |
| 2011                | Dakar (Senegal)           | Medalla de bronce   | Abierta             |
| 2012                | Agadir (Marruecos)        | Medalla de bronce   | Abierta             |
| 2014                | Puerto Louis (Mauricio)   | Medalla de bronce   | Abierta             |
| 2015                | Libreville (Gabón)        | Medalla de bronce   | +78 kg              |
| 2015                | Libreville (Gabón)        | Medalla de bronce   | Abierta             |
| 2016                | Túnez (Túnez)             | Medalla de bronce   | +78 kg              |
| 2016                | Túnez (Túnez)             | Medalla de bronce   | Abierta             |
| 2017                | Antananarivo (Madagascar) | Medalla de bronce   | +78 kg              |
| 2017                | Antananarivo (Madagascar) | Medalla de bronce   | Abierta             |
| 2018                | Túnez (Túnez)             | Medalla de plata    | Abierta             |
| 2018                | Túnez (Túnez)             | Medalla de bronce   | +78 kg              |
| 2020                | Antananarivo (Madagascar) | Medalla de bronce   | +78 kg              |
| 2021                | Dakar (Senegal)           | Medalla de bronce   | +78 kg              |
| 2022                | Orán (Argelia)            | Medalla de plata    | +78 kg              |
| 2023                | Casablanca (Marruecos)    | Medalla de bronce   | +78 kg              |